# Bors (ciclo arturiano)
Bors (o Bors de Ganis, talvolta anche Bohort o nomi derivati) è il nome di due personaggi, l'uno padre dell'altro, del ciclo arturiano. Entrambi hanno preso posto alla Tavola Rotonda di re Artù e appaiono per la prima volta nel ciclo del Lancillotto in prosa (XII sec.). Per distinguerli, il padre viene chiamato Bors il Vecchio e il figlio Bors il Giovane.

## Bors il Vecchio
Re Bors il Vecchio è fratello di re Ban di Benwick e zio di Lancillotto e Hector de Maris. Da sua moglie Evaine, sorella di Elaine di Benwick (la moglie di re Ban), ha due figli: Bors (detto "il Giovane" per distinguerlo da lui) e Lionel. Il regno di Bors viene chiamato Gaunnes o Gaul (Gallia) e costituisce, assieme al regno del fratello Ban (Benoic o Benwick o Bretagna), la "Piccola Britannia" (una regione dell'odierna Francia, che fu popolata da genti emigrate dalla Britannia a partire dal V sec. d.C.). Sia Ban che Bors il Vecchio furono tra i primi alleati del giovane Artù Pendragon, quando questi, appena proclamato re di Britannia, dovette affermare la sua supremazia contro una coalizione di sovrani minori, tra cui Lot, Urien e Caradoc, che finirono sconfitti. Tuttavia Artù non riuscì ad aiutare Ban e Bors nella guerra contro il loro nemico, re Claudas dei Franchi, che li sconfisse, uccise e conquistò le loro terre.

## Bors il Giovane
Bors il Giovane è figlio di re Bors di Gaunnes ed Evaine, fratello di Lionel e cugino di Lancillotto del Lago e Hector de Maris. Quando Claudas, re dei Franchi, conquistò i regni di Benwick e Gaunnes e ne uccise i sovrani, i figli di Bors il Vecchio furono fatti prigionieri e crebbero alla corte di Claudas, finché non si ribellarono e uccisero il suo crudele figlio Dorin. Bors il Giovane e Lionel vennero messi in salvo e portati dalla Dama del Lago, presso la quale già si trovava il loro cugino Lancillotto. In seguito tutti e tre si recarono a Camelot, alla corte di re Artù, e divennero cavalieri della Tavola Rotonda. Ser Bors si distinse in molti combattimenti, in uno dei quali ricavò una vistosa cicatrice sulla fronte, e riuscì anche a riconquistare i regni di suo padre e suo zio da Claudas. Bors aveva fatto voto di celibato, ma la figlia di re Brandegoris lo stregò con un anello magico e poté quindi giacere con lui, partorendogli poi un figlio di nome Elyan, che a sua volte divenne cavaliere della Tavola Rotonda.

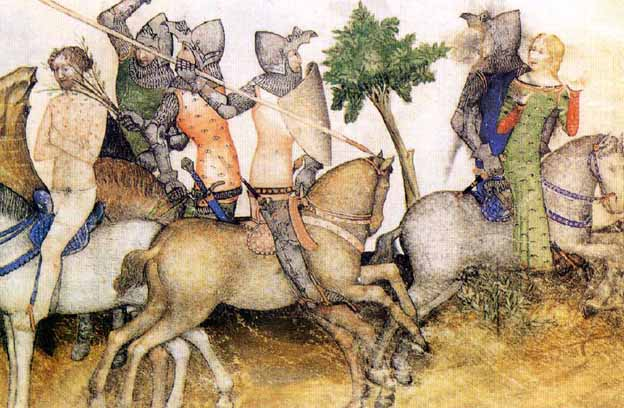
Bors sceglie di salvare una fanciulla invece del fratello Lionel

In Le Morte d'Arthur di Thomas Malory, ser Bors il Giovane si distingue particolarmente nella ricerca del Santo Graal. Più volte vengono messi alla prova il suo valore e la sua virtù, ad esempio quando, a causa del suo voto di celibato, respinge le insistenti profferte di una giovane nobildonna, la quale minaccia di uccidersi se egli non la accontenta, e che poi si rivela essere uno spirito maligno. In un'altra occasione dei cavalieri felloni aggrediscono contemporaneamente ser Lionel e una fanciulla, e Bors sceglie di correre in aiuto della fanciulla, abbandonando il fratello al suo destino. Lionel, salvatosi da solo, tenta poi di vendicarsi di Bors, il quale, attaccato, non si difende; Lionel però, dopo aver ucciso due uomini che avevano tentato di fermarlo, viene bloccato da un segno celeste. Bors prosegue la ricerca del Graal con ser Galahad e ser Parsifal, con successo. Dei tre lui è l'unico che fa poi ritorno alla corte di re Artù. Quando ser Lancillotto viene bandito dal regno a causa della sua relazione con la regina Ginevra, Bors e suo fratello Lionel lo seguono fino in Francia, ove Lancillotto e Bors sono sovrani dei regni dei rispettivi padri. Anche quando re Artù porta la guerra contro Lancillotto in Bretagna, Bors rimane dalla parte del cugino. Quando Artù e i suoi fedeli devono riparare in Britannia, per combattere contro l'usurpatore Mordred, ser Galvano, nipote del re, che aveva maggiormente spinto alla guerra contro Lancillotto, chiede perdono a quest'ultimo in una lettera e lo ingiunge a sostenere re Artù contro Mordred. Lancillotto e i suoi arrivano troppo tardi per partecipare alla decisiva battaglia di Camlann, ove Artù e Mordred trovano la morte, ma combattono comunque contro Melehan e Melou, i figli dell'usurpatore: ser Lionel finisce ucciso da Melehan, il quale viene a sua volta ucciso da Bors.
Nel film King Arthur, del 2004, Bors è uno dei sette cavalieri della Tavola rotonda, insieme a Galahad, Galvano, Dagonet, Lancillotto, Tristano e Artù.